# República Centroafricana en los Juegos Paralímpicos de Río de Janeiro 2016
La República Centroafricana estuvo representada en los Juegos Paralímpicos de Río de Janeiro 2016 por un deportista masculino. El equipo paralímpico centroafricano no obtuvo ninguna medalla en estos Juegos.